# Karina Masotta
Paula Karina Masotta Biagetti (Buenos Aires, 5 de marzo de 1971), conocida como Karina Masotta, es una exjugadora argentina de hockey sobre césped que se desempeñó como delantera. Obtuvo tres medallas de oro en los Juegos Panamericanos y la medalla de plata en los Juegos Olímpicos de Sídney 2000. En 2001 ganó el Champions Trophy en Holanda. En 2002 se consagró campeona en el Campeonato Mundial de Perth. Integró dieciséis años (1987-2003) la selección argentina de hockey sobre césped, Las Leonas. Fue la jugadora emblemática de Las Leonas en la década de 1990, cuando alcanzaron el primer nivel mundial, promoviendo así la popularización del hockey sobre césped femenino en Argentina. 
Jugó para el Club Ferrocarril Bartolomé Mitre de Buenos Aires, con el cual salió campeona panamericana en 1994.

## Biografía
Comenzó a jugar en el Club Ferrocarril Bartolomé Mitre de Buenos Aires, donde jugó desde sus inicios en infantiles, hasta su retiro, pese a las ofertas recibidas de equipos de todo el mundo. Con el club Mitre ganó tres campeonatos nacionales (1990, 1994 y 1995) y el panamericano de clubes en 1994.
En 1987, con 16 años, debutó en la selección argentina de hockey sobre césped, que aún no se denominaba Las Leonas, en el Campeonato Sudamericano jugado en Santiago de Chile. En 1990 integró la selección nacional en el Campeonato Mundial de Sídney, donde Argentina salió 9.ª y Masotta fue destacada por la crítica deportiva internacional, por la calidad de su juego. Masotta recuerda las condiciones precarias en las que las jugadoras argentinas debían competir en ese entonces:

No teníamos nada al alcance como tenemos ahora. Eran otros momentos, otra estructura, una situación económica del hockey diferente a la de hoy. Viajamos las 16 jugadoras más Gustavo Paolucci, Ariel Holan y Fernando Palacios, que era el preparador físico y sabía algo de kinesiología. Nos fuimos sin médico ni jefa de equipo. Cuando llegamos a Australia nos fuimos a vivir a un colegio muy grande y muy británico en la ciudad de Orange, cerca de Sydney. Y después nos separaron en casas de familia hasta que llegamos al hotel que pagaba el Comité Organizador. Para mí era todo nuevo y yo ni siquiera sabía si iba a jugar. Salimos novenas y me quedó la experiencia de tener que superar factores externos. Eso me sirvió en el futuro.

En 1991 ganó la medalla de oro en los Juegos Panamericanos de La Habana, título que repetiría en 1995 y 1999. En 1993 obtuvo la Copa Intercontinental.
En 1994 volvió a integrar la selección en el Campeonato Mundial de Dublín, donde Las Leonas sorprendieron consagrándose subcampeonas mundiales, el primer logro de primera línea del hockey femenino argentino, iniciando así una etapa de alto nivel que se extendería desde entonces. Masotta fue distinguida como la mejor jugadora del campeonato mundial. Ese año recibió el Premio Olimpia de Plata, como la mejor jugadora de hockey argentina de ese año.
En 1996 participó en los Juegos Olímpicos de Atlanta, donde el equipo finalizó 7.º obteniendo diploma olímpico. Al año siguiente fue becada por la Secretaría de Deportes de la Nación, hasta su retiro. En 1999 fue elegida para integrar la Selección del Resto del Mundo en Egipto.
En 2000 volvió a integrar la delegación olímpica, esta vez en los Juegos Olímpicos de Sídney, ganando la medalla de plata. Ese año recibió el Premio Konex de Platino de mejor jugadora de hockey sobre césped de la década de 1990 y junto a Las Leonas, el Premio Olimpia de Oro, a las mejores deportistas argentinas de ese año.
En 2001 ganó la Copa Panamericana en Kingston, Jamaica y el Champions Trophy jugado en Holanda y al año siguiente obtuvo la medalla de plata en el Champions Trophy en Macao, China y se consagró campeona mundial, al ganar la Copa del Mundo de 2002 disputada en Australia, el máximo galardón obtenido por el hockey argentino, repitiendo la distinción de 1994 y Masotta fue elegida nuevamente la mejor jugadora del campeonato mundial.
En junio de 2003, con 32 años, anunció su retiro de forma inesperada, en el vestuario de la selección argentina, durante un entrenamiento con vistas a los siguientes Juegos Panamericanos.
Sergio Vigil, quien se desempeñara varios años como DT de Las Leonas opinó así de Karina Masotta, cuando la jugadora cumplió sus 200 partidos internacionales, durante el Campeonato Mundial de Perth de 2002 que, a la postre, ganaría la Argentina:

Tengo respeto y admiración por Karina. Aporta velocidad, experiencia y seguridad a sus compañeras; aparte de sus virtudes técnicas, tácticas y físicas, posee un poderío mental muy importante y un gran sentimiento por la camiseta argentina.

```
Actualmente es Profesora de hockey en el Canada School (Caballito).
```